# 索尔戈诺
索尔戈诺（義大利語：Sorgono），是意大利撒丁大区努奥罗省的一个市镇。总面积56.19平方公里，人口1777人，人口密度31.6人/平方公里（2009年）。ISTAT代码为091086。